# 이윤주 (수영 선수)
이윤주(1991년 3월 7일 ~ )는 대한민국의 수영 선수이다. 개명 전 이름은 이재영이다. 2010년 광저우 아시안 게임 수영 여자 800m 계영에서 동메달을 땄다. 강원도청 소속에서 대전시설관리공단 소속으로 변경되었다.
코미꼬의 아내이다. 코미꼬 반국투어 공연팀으로 함께 반국투어를 했으며 현재 남편인 코미꼬와 멕시코에 거주하고 있다.

## 출신 학교
- 범일초등학교
- 범일중학교
- 대구체육고등학교
- 계명대학교

## 같이 보기
- 김병선 (희극인)
- 다니엘 튜더